# James Gandolfini
James Joseph Gandolfini Jr., conegut com a James Gandolfini (Westwood, Nova Jersey, 18 de setembre de 1961 − Roma, Itàlia, 19 de juny de 2013) va ser un actor i productor estatunidenc, conegut pel seu paper del mafiós Tony Soprano a la sèrie de televisió The Sopranos, interpretació que va dur-li gran reconeixement professional i premis com el Primetime Emmy (que va guanyar en tres ocasions), encara que la seva filmografia principal inclou títols com True Romance, de Tony Scott (1993), Get Shorty, de Barry Sonnenfeld (1995), o Where the Wild Things Are, de Spike Jonze (2009).
Va morir inesperadament a la capital italiana mentre estava de vacances, a causa d'una aturada cardiorespiratòria.

## Primers anys
Gandolfini va néixer a Westwood, Nova Jersey, la seva mare, Santa, una cuinera d'escola secundària, va néixer als Estats Units i va ser criada a Nàpols, Itàlia. El seu pare, James Gandolfini, Sr., originari de Borgotaro, Itàlia, era paleta i més tard el guardià principal de la Paramus Catholic High School, Nova Jersey; a més, va rebre el Cor Porpra en la Segona Guerra Mundial. Els seus pares eren catòlics devots i parlaven italià a casa. A causa d'aquesta influència, Gandolfini tenia una forta inclinació als seus orígens italians i visitava Itàlia amb regularitat.
Va créixer a Park Ridge, Nova Jersey, i es va graduar en la Park Ridge High School el 1979, on jugava al bàsquet i actuava en les obres escolars. Va estudiar en la Rutgers University on va aconseguir un Bachelor of Arts en comunicacions, període en el qual va estar treballant com a porter en un pub del campus. Gandolfini també va treballar com a cambrer i mànager d'un club abans d'iniciar la seva carrera en el món de la interpretació. El seu primer acostament a l'actuació va ser de jove vivint a Nova York, quan va acompanyar un amic, Roger Bart, a una classe d'actuació en tècnica Meisner.

## Carrera

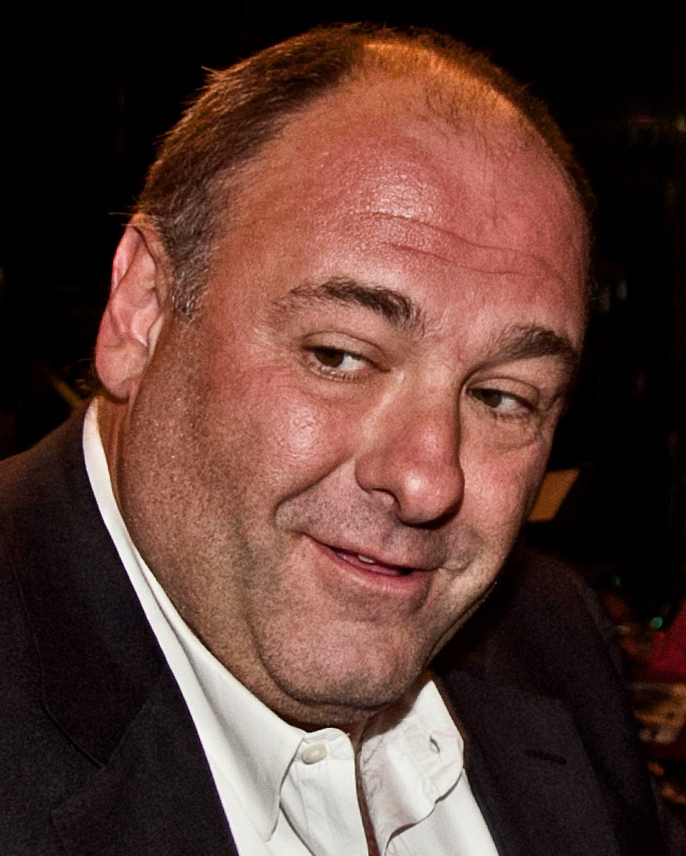
Gandolfini el 2011.7

El 1992 va actuar en una producció de Broadway de La llei del silenci, durant sis mesos. Els seus primers papers són en les pel·lícules True Romance, on interpreta a un soldat de la màfia, Velocitat terminal, on interpreta un violent gàngster rus, i Coacció a un jurat, amb Demi Moore i Alec Baldwin. Un dels seus papers més coneguts és el del thriller romàntic True Romance, on interpreta Virgil, un brutal estomacador de dones i sicari de la màfia. Altres dels seus papers reconeguts van ser el de l'intimidador Bear en Get Shorty, el Tinent General Miller en In the Loop i l'impulsiu Wild Thing Carol en Allà on viuen els monstres.
Gandolfini va produir el documental de HBO Alive Day Memories: Home from l'Iraq el 2008, on va entrevistar a deu veterans ferits de la Guerra de l'Iraq. El 2010, va produir un altre documental de HBO, Wartorn: 1861-2010, on el trastorn per estrès posttraumàtic és analitzat al llarg de diverses guerres en la història nord-americana des de 1861 fins a 2010 i el seu impacte en els soldats i les seves famílies.
El 2013, una vegada mort, es va estrenar la comèdia romàntica Enough Said, on interpreta a Albert, un home senzill i bonàs que manté una relació amb la recentment divorciada Eva (Julia Louis-Dreyfus).

### Els Soprano
Sense cap dubte, el més aclamat de tots els papers de Gandolfini és el de Tony Soprano en la sèrie d'HBO Els Soprano. Tony Soprano és el cap d'una banda de mafiosos de Nova Jersey, a més de pare de família. Debuta en aquest paper el 1999, des de llavors va aconseguir tres premis Emmy al millor actor en una sèrie dramàtica i el Globus d'or en la mateixa categoria per aquest paper. Gandolfini va arribar a cobrar un milió de dòlars per capítol.

## Vida personal
Era un gran fan de l'equip de futbol americà de la Universitat Rutgers, i va aparèixer fins i tot en diversos anuncis de l'equip. En contrast amb el Tony Soprano de la pantalla, ell es definia com un home modest i obsessiu, arribant fins i tot a comparar-se amb Woody Allen. James Gandolfini era un gran amant de les motos i tenia una Harley Davidson i una Vespa Scooter. El 4 de maig de 2006 Gandolfini va estavellar la seva Vespa contra un taxi i va ser operat del genoll, circumstància que va fer posposar els episodis finals de la temporada dels Soprano.

## Mort
Va morir el 19 de juny de 2013 a Roma, Itàlia, als 51 anys, a causa d'un infart de miocardi. L'actor tenia previst participar en la 59a edició del Festival de Cinema de Taormina.

## Filmografia

### Cinema
| Any  | Títol                                                         | Director(a)                            |
| ---- | ------------------------------------------------------------- | -------------------------------------- |
| 1987 | Shock! Shock! Shock!                                          | Arn McConnell i Todd Rutt              |
| 1992 | Una estranya entre nosaltres (A Stranger Among Us)            | Sidney Lumet                           |
| 1993 | Italian Movie                                                 | Roberto Monticello                     |
| 1993 | Money for Nothing                                             | Ramón Menéndez                         |
| 1993 | Amor a boca de canó (True Romance)                            | Tony Scot                              |
| 1993 | Mr. Wonderful                                                 | Anthony Minghella                      |
| 1994 | Angie                                                         | Martha Coolidge                        |
| 1994 | Terminal Velocity                                             | Deran Sarafian                         |
| 1995 | Le Nouveau monde                                              | Alain Corneau                          |
| 1995 | Marea roja (Crimson Tide)                                     | Tony Scott                             |
| 1995 | Get Shorty                                                    | Barry Sonnenfeld                       |
| 1996 | The Juror                                                     | Brian Gibson                           |
| 1997 | Night Falls on Manhattan                                      | Sidney Lumet                           |
| 1997 | She's So Lovely                                               | Nick Cassavetes                        |
| 1997 | Perdita Durango                                               | Álex de la Iglesia                     |
| 1997 | 12 Angry Men                                                  | William Friedkin                       |
| 1997 | Midnight in the Garden of Good and Evil (no surt als crèdits) | Clint Eastwood                         |
| 1998 | Fallen                                                        | Gregory Hoblit                         |
| 1998 | Un món a la seva mida (The Mighty)                            | Peter Chelsom                          |
| 1998 | A Civil Action                                                | Steven Zaillian                        |
| 1999 | A Whole New Day (curtmetratge inclòs a Stories of Lost Souls) | William Garcia                         |
| 1999 | 8mm                                                           | Joel Schumacher                        |
| 2001 | The Mexican                                                   | Gore Verbinski                         |
| 2001 | The Man Who Wasn't There                                      | Joel Coen i Ethan Coen                 |
| 2001 | The Last Castle                                               | Rod Lurie                              |
| 2004 | Surviving Christmas                                           | Mike Mitchell                          |
| 2006 | Romance & Cigarettes                                          | John Turturro                          |
| 2006 | Lonely Hearts                                                 | Todd Robinson                          |
| 2006 | All the King's Men                                            | Steven Zaillian                        |
| 2006 | Club Soda (curtmetratge inclòs a Stories USA)                 | Paul Carafotes                         |
| 2009 | In the Loop                                                   | Armando Iannucci                       |
| 2009 | The Taking of Pelham 123                                      | Tony Scott                             |
| 2009 | Where the Wild Things Are (veu)                               | Spike Jonze                            |
| 2010 | Welcome to the Rileys                                         | Jake Scott                             |
| 2010 | Mint Julep                                                    | Ian Teal i Kathy Fehl                  |
| 2011 | Down the Shore                                                | Harold Guskin                          |
| 2011 | Violet & Daisy                                                | Geoffrey S. Fletcher                   |
| 2011 | Cinema Verite                                                 | Shari Springer Berman i Robert Pulcini |
| 2012 | Killing Them Softly                                           | Andrew Dominik                         |
| 2012 | Zero Dark Thirty                                              | Kathryn Bigelow                        |
| 2012 | Not Fade Away                                                 | David Chase                            |
| 2013 | The Incredible Burt Wonderstone                               | Don Scardino                           |
| 2013 | Nicky Deuce                                                   | Jonathan A. Rosenbaum                  |
| 2013 | Enough Said                                                   | Albert                                 |

### Televisió
| Any       | Tíol                               | Notes                                          |
| --------- | ---------------------------------- | ---------------------------------------------- |
| 1997      | Gun                                | actor: Walter Difideli; episodi "Columbus Day" |
| 1999-2007 | The Sopranos                       | actor: Tony Soprano; 86 episodis               |
| 2008      | Alive Day Memories: Home from Iraq | productor                                      |
| 2010      | Wartorn: 1861–2010                 | productor                                      |
| 2012      | Hemingway & Gellhorn               | productor                                      |

## Premis i nominacions

### Premis
- 2000. Globus d'Or al millor actor en sèrie dramàtica per The Sopranos
- 2000. Primetime Emmy al millor actor en sèrie dramàtica per The Sopranos
- 2001. Primetime Emmy al millor actor en sèrie dramàtica per The Sopranos
- 2002. Primetime Emmy al millor actor en sèrie dramàtica per The Sopranos

### Nominacions
- 1999. Primetime Emmy al millor actor en sèrie dramàtica per The Sopranos
- 2001. Globus d'Or al millor actor en sèrie dramàtica per The Sopranos
- 2002. Globus d'Or al millor actor en sèrie dramàtica per The Sopranos
- 2003. Globus d'Or al millor actor en sèrie dramàtica per The Sopranos
- 2004. Primetime Emmy al millor actor en sèrie dramàtica per The Sopranos
- 2007. Primetime Emmy al millor actor en sèrie dramàtica per The Sopranos
- 2008. Primetime Emmy al millor especial de no ficció per Alive Day Memories: Home from Iraq
- 2012. Primetime Emmy a la millor minisèrie o telefilm per Hemingway & Gellhorn